# Liste von Historikern des 20. und 21. Jahrhunderts
Die Liste von Historikern des 20. und 21. Jahrhunderts führt solche Personen alphabetisch auf, die im Gesamtgebiet der Erforschung, Darstellung und Interpretation der Geschichte, einschließlich der Archäologie, Ur- und Frühgeschichte und Historischen Hilfswissenschaften, Besonderes geleistet haben und/oder sehr bekannt geworden sind.
Es sind Personen aufgenommen, die nach 1869 geboren wurden. Historiker mit dem Geburtsdatum zwischen 1669 und 1870 finden sich in der Liste von Historikern des 18. und 19. Jahrhunderts. Eine Person, die sowohl im 19. als auch im 20. Jahrhundert gelebt und gewirkt hat (Forschung und Lehre, Publikationen), kann in beiden Listen geführt werden.
Diese Liste stellt eine Auswahl dar und erhebt keinen Anspruch auf Vollständigkeit. Viele weitere Historiker haben Bedeutendes geleistet. Eine umfangreichere Übersicht von Historikern findet sich in der Kategorie:Historiker.

## A
- Nils Åberg (1888–1957), schwedischer Historiker und Archäologe
- David Abulafia (* 1949), britischer Mediävist
- Erwin Heinz Ackerknecht (1906–1988), deutsch-amerikanischer Medizinhistoriker
- Juri Afanassjew (1934–2015), russischer Politiker und Historiker (Historiographiegeschichte, russische Geschichte, Geschichtstheorie)
- Maurice Agulhon (1926–2014), französischer Neuzeithistoriker
- Dieter Albrecht (1927–1999), deutscher Historiker
- Andreas Alföldi (1895–1981), ungarischer Althistoriker, Epigraphiker, Numismatiker und Archäologe
- Géza Alföldy (1935–2011), ungarischer Althistoriker
- Urs Altermatt (* 1942), Schweizer Historiker
- Riccardo Altieri (* 1987), deutsch-italienischer Historiker
- Wolfgang Altgeld (1951–2024), deutscher Historiker (Geschichte des Nationalismus, Geschichte Italiens)
- Franz Altheim (1898–1976), deutscher Althistoriker und Klassischer Philologe
- Gerd Althoff (* 1943), deutscher Historiker (Geschichte des Mittelalters)
- Wilhelm Altmann (1862–1951), deutscher Historiker (Historische Hilfswissenschaften)
- Götz Aly (* 1947), deutscher Journalist, Historiker und Sozialwissenschaftler
- Willy Andreas (1884–1967), deutscher Neuzeithistoriker
- Charles McLean Andrews (1863–1943), US-amerikanischer Historiker (Geschichte der USA)
- Norbert Angermann (* 1936), deutscher Historiker
- Heinz Angermeier (1924–2007), deutscher Historiker (Geschichte des Heiligen Römischen Reiches)
- Christina Antenhofer (* 1973), Südtiroler Historikerin (Geschichte des Mittelalters)
- Hans Hubert Anton (1936–2024), deutscher Historiker (Geschichte des Mittelalters)
- Heinrich Appelt (1910–1998), österreichischer Historiker und Diplomatiker
- Herbert Aptheker (1915–2003), US-amerikanischer Historiker (Geschichte der Afroamerikaner)
- Karl Otmar von Aretin (1923–2014), deutscher Historiker
- Philippe Ariès (1914–1984), französischer Mediävist und Kulturhistoriker der Annales-Schule
- Timothy Garton Ash (* 1955), britischer Zeithistoriker und Schriftsteller
- Hermann Aubin (1885–1969), deutscher Mediävist, Wirtschafts- und Sozialhistoriker
- Alphonse Aulard (1849–1928), französischer Historiker und Literaturwissenschaftler (Französische Revolution)
- Martin Aust (* 1971), deutscher Historiker (Osteuropäische Geschichte)
- Wolfgang Ayaß (* 1954), deutscher Sozialhistoriker

## B
- Jörg Baberowski (* 1961), deutscher Historiker
- Friedrich Baethgen (1890–1972), deutscher Mediävist (Geschichte des Papsttums)
- Ernst Baltrusch (* 1956), deutscher Althistoriker
- Alessandro Barbero (* 1959), italienischer Mediävist
- Pedro Barceló (* 1950), spanisch-deutscher Althistoriker
- Arnulf Baring (1932–2019), deutscher Jurist, Journalist und Zeithistoriker
- Jorge Basadre Grohmann (1903–1980), peruanischer Historiker, Bibliothekar und Politiker
- Ludwig Bäte (1892–1977), deutscher Kulturhistoriker
- Yehuda Bauer (1926–2024), israelischer Historiker
- Charles A. Beard (1874–1948), US-amerikanischer Politikwissenschaftler und Historiker
- Matthias Becher (* 1959), deutscher Mediävist
- Carl Lotus Becker (1873–1945), US-amerikanischer Historiker
- Josef Becker (1931–2021), deutscher Historiker
- Wolfgang Behringer (* 1956), deutscher Historiker (Geschichte der Frühen Neuzeit, Kulturgeschichte, Klimageschichte)
- Ralf Behrwald (* 1967), deutscher Althistoriker
- James Belich (* 1956), neuseeländischer Historiker
- Hans Bellée (1889–1960), deutscher Archivar und Historiker
- Karl Julius Beloch (1854–1929), deutscher Althistoriker
- Georg von Below (1858–1927), deutscher Verfassungs- und Wirtschaftshistoriker
- Hermann Bengtson (1909–1989), deutscher Althistoriker
- Wolfgang Benz (* 1941), deutscher Historiker (Antisemitismusforschung)
- Helmut Berding (1930–2019), deutscher Neuzeithistoriker
- Dieter Berg (* 1944), deutscher Mittelalterhistoriker
- Manfred Berg (* 1959), deutscher Historiker (Nordamerikanische Geschichte)
- Volker Berghahn (* 1938), deutscher Historiker
- Karl C. Berkhoff (* 1965), niederländischer Historiker (Holocaustforschung)
- Ira Berlin (1941–2018), amerikanischer Historiker (Amerikanische Geschichte, Geschichte der Sklaverei)
- Ernst Bernheim (1850–1942), deutscher Historiker (Methodik, Geschichtsphilosophie)
- Helmut Berve (1896–1979), deutscher Althistoriker
- Ludwig Beutin (1903–1958), deutscher Historiker (Wirtschaftsgeschichte, Geschichte Bremens und der Hanse)
- Friedrich von Bezold (1848–1928), deutscher Historiker (Geschichte der Renaissance und der Reformationszeit)
- Wilhelm Bickel (1903–1977), Schweizer Sozialwissenschaftler und Historiker
- Wilhelm von Bippen (1844–1923), deutscher Historiker (Geschichte Bremens)
- Urs Bitterli (1935–2021), Schweizer Historiker (Allgemeine Geschichte der Neuzeit, Kulturkontakte, Literaturgeschichte)
- David Blackbourn (* 1949), britischer Historiker (Deutsche und europäische Geschichte)
- Karlheinz Blaschke (1927–2020), deutscher Landeshistoriker (Geschichte Sachsens)
- Bruno Bleckmann (* 1962), deutscher Althistoriker
- Jochen Bleicken (1926–2005), deutscher Althistoriker
- Marc Bloch (1886–1944), französischer Mediävist und Mitbegründer der Annales-Schule
- Albert Adu Boahen (1932–2006), ghanaischer Historiker und Politiker
- Gisela Bock (* 1942), deutsche Historikerin
- Nils Bock (* 1981), deutscher Historiker
- Sture Bolin (1900–1963), schwedischer Historiker
- Edgar Bonjour (1898–1991), Schweizer Historiker
- Hartmut Boockmann (1934–1998), deutscher Historiker
- Michael Borgolte (* 1948), deutscher Mediävist
- Włodzimierz Borodziej (1956–2021), polnischer Historiker, Mitglied der Deutsch-Polnischen Schulbuchkommission (Zeitgeschichte, Geschichte Polens, Ost- und Ostmitteleuropas)
- Arno Borst (1925–2007), deutscher Mediävist
- Otto Borst (1924–2001), deutscher Historiker (Landesgeschichte und Stadtgeschichte)
- Frank Bösch (* 1969), deutscher Historiker
- Egon Boshof (* 1937), deutscher Mediävist
- Karl Dietrich Bracher (1922–2016), deutscher Historiker und Politikwissenschaftler
- Karl Brandi (1868–1946), deutscher Historiker
- Hartwig Brandt (1936–2017), deutscher Neuzeithistoriker (Verfassungsgeschichte, Ideengeschichte)
- Hartwin Brandt (* 1959), deutscher Althistoriker
- Ahasver von Brandt (1909–1977), deutscher Historiker (Historische Hilfswissenschaften)
- Max Braubach (1899–1975), deutscher Historiker
- Fernand Braudel (1902–1985), französischer Historiker der Annales-Schule
- Michael Brenner (* 1964), deutscher Historiker (Jüdische Geschichte und Kultur)
- Lujo Brentano (1844–1931), deutscher Wirtschaftswissenschaftler und Sozialreformer (Jüngere Historische Schule der Ökonomie)
- Harry Bresslau (1848–1926), deutscher Historiker und Diplomatiker
- Kurt Breysig (1866–1940), deutscher Historiker und Soziologe (Universalgeschichte, Kulturgeschichte)
- Klaus Bringmann (1936–2021), deutscher Althistoriker und Klassischer Philologe (Antikes Griechenland, Römisches Reich, Hellenismus, Jüdische Geschichte und Geschichte des Christentums in der Antike, Wissenskultur und gesellschaftlicher Wandel)
- Martin Broszat (1926–1989), deutscher Historiker
- Pierre Broué (1926–2005), französischer Historiker
- Peter Brown (* 1935), irischer Althistoriker
- Christopher Browning (* 1944), US-amerikanischer Historiker (Deutsche Zeitgeschichte)
- Norbert Brox (1935–2006), deutscher katholischer Theologe und Kirchenhistoriker (Patrologie)
- Franziska Bruder (* 1965), deutsche Historikerin (Holocaustforschung)
- Franz-Josef Brüggemeier (* 1951), deutscher Historiker
- Carlrichard Brühl (1925–1997), deutscher Mediävist
- Otto Brunner (1898–1982), österreichischer Historiker
- James Bryce, 1. Viscount Bryce (1838–1922), englischer Historiker, Jurist, Politiker und Diplomat
- Sérgio Buarque de Holanda (1902–1982), brasilianischer Historiker
- Gunilla Budde (* 1960), deutsche Historikerin (Geschichte des 19. und 20. Jahrhunderts)
- Alan Bullock (1914–2004), britischer Historiker
- Carl Jacob Burckhardt (1891–1974), Schweizer Diplomat, Essayist und Historiker
- Konrad Burdach (1859–1936), deutscher Historiker und Philologe
- Wolfgang Burgdorf (* 1962), deutscher Historiker (Geschichte der Frühen Neuzeit)
- Peter Burke (* 1937), britischer Historiker (Kultur- und Sozialgeschichte, Historiografiegeschichte)
- John Bagnell Bury (1861–1927), englischer Althistoriker und Philologe
- Willy Buschak (* 1951), deutscher Historiker (Arbeiterbewegungs- und Gewerkschaftsgeschichte)
- Walter Bußmann (1914–1993), deutscher Neuzeithistoriker
- Herbert Butterfield (1900–1979), englischer Historiker (Neuere Geschichte, Historiografiegeschichte)
- Heinrich Büttner (1908–1970), deutscher Mediävist und Archivar
- Wolfgang Büttner (1926–2005), deutscher Historiker und Politologe

## C
- Jérôme Carcopino (1881–1970), französischer Althistoriker (Geschichte der Römischen Republik)
- Alex Carmel (1931–2002), israelischer Historiker deutscher Herkunft (Geschichte Palästinas)
- Francis L. Carsten (1911–1998), deutsch-britischer Historiker (Geschichte Preußens)
- Américo Castro (1885–1972), spanischer Kulturhistoriker und Sprachwissenschaftler
- Alfred Cauchie (1860–1922), belgischer Mediävist
- Federico Chabod (1901–1960), italienischer Historiker
- Alfred D. Chandler junior (1918–2007), US-amerikanischer Wirtschaftshistoriker und Ökonom (Unternehmensgeschichte)
- Edward Channing (1856–1931), US-amerikanischer Historiker (Geschichte der USA)
- Heinrich Chantraine (1929–2002), deutscher Althistoriker
- Karl Christ (1923–2008), deutscher Althistoriker
- Winston Churchill (1874–1965), britischer Journalist, Politiker und Autor
- Ettore Ciccotti (1863–1939), italienischer Historiker
- John Harold Clapham (1873–1946), britischer Wirtschaftshistoriker
- Christopher Clark (* 1960), australischer Historiker (Deutsche Geschichte des 19. und 20. Jahrhunderts)
- Manfred Clauss (1945–2025), deutscher Althistoriker
- Gabriele Clemens (* 1953), deutsche Historikerin
- Gabriele B. Clemens (* 1961), deutsche Historikerin
- Justus Cobet (* 1939), deutscher Althistoriker
- Willy Cohn (1888–1941), deutscher Historiker und Pädagoge
- Robin George Collingwood (1889–1943), britischer Althistoriker und Geschichtstheoretiker
- Werner Conze (1910–1986), deutscher Historiker (Sozialgeschichte, Politische Geschichte, Geschichte Osteuropas)
- Blanche Wiesen Cook (* 1941), US-amerikanische Historikerin
- Jaime Cortesão (1884–1960), portugiesischer Arzt, Politiker und Historiker
- Daniel Cosío Villegas (1898–1976), mexikanischer Historiker, Politologe, Ökonom und Schriftsteller
- Lellia Cracco Ruggini (1931–2021), italienische Historikerin (Antike und Frühmittelalter, lateinische und griechische Epigraphik, Wirtschafts- und Sozialgeschichte, Ideengeschichte, antike und moderne Historiographie)
- Gordon A. Craig (1913–2005), US-amerikanischer Historiker britischer Herkunft (Deutsche Geschichte)
- Donald Grant Creighton (1902–1979), kanadischer Historiker
- Benedetto Croce (1866–1952), italienischer Philosoph, Historiker und Politiker

## D
- Werner Dahlheim (* 1938), deutscher Althistoriker
- Ute Daniel (* 1953), deutsche Historikerin (Sozial-, Kultur- und Geschlechtergeschichte der Neuzeit)
- Robert Darnton (* 1939), US-amerikanischer Historiker (Neue Kulturgeschichte)
- Natalie Zemon Davis (1928–2023), US-amerikanisch-kanadische Historikerin
- Hansmartin Decker-Hauff (1917–1992), deutscher Historiker und Genealoge
- Ludwig Dehio (1888–1963), deutscher Historiker und Archivar
- Jürgen Deininger (1937–2017), deutscher Althistoriker
- Hans Delbrück (1848–1929), deutscher Historiker und Politiker (Universalgeschichte, Militärgeschichte)
- Alexander Demandt (* 1937), deutscher Althistoriker und Kulturwissenschaftler
- Johannes Dierauer (1842–1920), Schweizer Historiker
- Dan Diner (* 1946), deutscher Historiker, Orientalist und Jurist
- Christof Dipper (* 1943), deutscher Historiker (Neuere und neueste Geschichte)
- Anselm Doering-Manteuffel (* 1949), deutscher Zeithistoriker
- Franz Dölger (1891–1968), deutscher Historiker (Byzantinistik)
- Alfons Dopsch (1868–1953), österreichischer Mediävist und Diplomatiker
- Dieter Dowe (* 1943), deutscher Historiker
- Georges Duby (1919–1996), französischer Mediävistik der Annales-Schule
- Louis Duchesne (1843–1922), französischer Priester, Philologe und Historiker
- Heinz Duchhardt (* 1943), deutscher Historiker
- Hermann W. von der Dunk (1928–2018), niederländischer Historiker
- Gerhard Dünnhaupt (1927–2024), deutscher Germanist, Bibliograph und Buchhistoriker
- William Archibald Dunning (1857–1922), US-amerikanischer Historiker und Staatswissenschaftler

## E
- Henrik Eberle (* 1970), deutscher Zeithistoriker
- Werner Eck (* 1939), deutscher Althistoriker und Epigraphiker
- Wolfgang U. Eckart (1952–2021), deutscher Arzt, Historiker und Offizier (Medizingeschichte, Wissenschaftsgeschichte), in Forschung und Lehre tätig im Institut für Theorie und Geschichte der Medizin an der WWU Münster, am Militärgeschichtlichen Forschungsamt der Bundeswehr in Freiburg, in der Abteilung für Geschichte der Medizin an der Medizinischen Hochschule Hannover, im Institut für Geschichte und Ethik der Medizin an der Ruprecht-Karls-Universität Heidelberg; ehrenamtlich engagiert in der Kommission Geomedizin der Heidelberger Akademie der Wissenschaften, in der Gesellschaft für Wissenschaftsgeschichte, der Leipniz-Sozietät der Wissenschaften zu Berlin und der Deutschen Akademie der Naturforscher Leopoldina
- Victor Ehrenberg (1891–1976), deutscher Althistoriker (Geschichte des antiken Griechenland)
- Wolfgang Eichwede (* 1942), deutscher Historiker und Slawist (Geschichte Osteuropas und der deutsch-russischen Beziehungen)
- Bernt Engelmann (1921–1994), deutscher Journalist und Schriftsteller
- Odilo Engels (1928–2012), deutscher Mediävist
- Edith Ennen (1907–1999), deutsche Historikerin und Archivarin (Mittelalterliche Geschichte, Landesgeschichte)
- Hermann Entholt (1870–1957), deutscher Historiker und Archivar
- Franz-Reiner Erkens (* 1952), deutscher Mediävist
- Kristian August Erslev (1852–1930), dänischer Historiker (Mediävistik, Geschichtsmethodik, Numismatik)
- Richard J. Evans (* 1947), britischer Historiker (Deutsche Geschichte)
- Pierre Even (* 1946), luxemburgischer Historiker (Geschichte des Hauses Nassau)
- Eugen Ewig (1913–2006), deutscher Mediävist (Frühmittelalterliche Geschichte, Geschichte der Merowingerzeit)
- Erich Eyck (1878–1964), deutscher Jurist, Historiker und Journalist (Zeitgeschichte)

## F
- Karl-Georg Faber (1925–1982), deutscher Historiker (Neuere und neueste Geschichte, Landesgeschichte, Geschichtstheorie)
- Andreas Fahrmeir (* 1969), deutscher Historiker (Neuere und neueste Geschichte)
- Bernd Faulenbach (1943–2024), deutscher Historiker
- Bernard Faÿ (1893–1978), französischer Historiker
- Lucien Febvre (1878–1956), französischer Historiker
- Erich Feigl (1931–2007), österreichischer Journalist, Schriftsteller, Historiker und Dokumentarfilmer
- Gerald D. Feldman (1937–2007), amerikanischer Wirtschaftshistoriker
- Richard Feller (1877–1958), Schweizer Historiker (Geschichte Berns)
- Fritz Fellner (1922–2012), österreichischer Historiker
- Niall Ferguson (* 1964), britischer Zeithistoriker
- Joachim Fernau (1909–1988), deutscher Journalist, Schriftsteller und Maler
- Marc Ferro (1924–2021), französischer Historiker der Annales-Schule, Russland- und UdSSR-Historiker, Filmhistoriker
- Joachim Fest (1926–2006), deutscher Zeithistoriker und Publizist
- Heinrich Fichtenau (1912–2000), österreichischer Historiker und Diplomatiker
- Moses I. Finley (1912–1986), US-amerikanischer und britischer Althistoriker
- Fritz Fischer (1908–1999), deutscher Historiker
- Egon Flaig (* 1949), deutscher Althistoriker
- Michel Foucault (1926–1984), französischer Philosoph, Soziologe und Historiker
- John Hope Franklin (1915–2009), US-amerikanischer Historiker
- Norbert Frei (* 1955), deutscher Historiker (Neuere und neueste Geschichte)
- Eckhard Freise (* 1944), deutscher Historiker und Universitätsprofessor (Mittelalterliche Geschichte)
- Ulrike Freitag (* 1962), deutsche Historikerin und Islamwissenschaftlerin (Neuere und neueste Geschichte)
- Ute Frevert (* 1954), deutsche Historikerin (Neuere und neueste Geschichte sowie Sozial- und Geschlechtergeschichte)
- Ewald Frie (* 1962), deutscher Historiker (Deutsche Geschichte des 18.–20. Jahrhunderts, Geschichte Australiens)
- Johannes Fried (* 1942), deutscher Historiker (Mittelalterliche Geschichte)
- Jörg Friedrich (* 1944), deutscher Historiker (Deutsche Geschichte des 20. Jahrhunderts)
- Hans Jürgen Friederici (1922–2004), deutscher marxistischer Historiker (Geschichte des 19. und 20. Jahrhunderts)
- Egon Friedell (1878–1938), Kulturhistoriker und Philosoph
- Saul Friedländer (* 1932), israelischer Historiker
- Karin Friedrich (* 1963), deutsche Historikerin
- Wolfgang H. Fritze (1916–1991), deutscher Mediävist, Landes- und Ostmitteleuropahistoriker
- Eduard Fueter (1876–1928), Schweizer Historiker (Geschichte der Schweiz, Westeuropas und der USA, Historiographiegeschichte)
- Eduard Fueter (1908–1970), Schweizer Historiker, Sohn des Letztgenannten
- Horst Fuhrmann (1926–2011), deutscher Historiker (Mittlere und neuere Geschichte)
- François Furet (1927–1997), französischer Historiker

## G
- Lothar Gall (1936–2024), deutscher Historiker (Politische Geschichte, Sozialgeschichte)
- Frieda Gallati (1876–1955), Schweizer Historikerin
- Daniele Ganser (* 1972), Schweizer Historiker und Publizist
- François Louis Ganshof (1895–1980), belgischer Jurist und Historiker (Mediävistik)
- Claus Gatterer (1924–1984), italienisch-österreichischer Historiker
- Andreas Gautschi (* 1956), Schweizer Forst- und Jagdhistoriker
- Miriam Gebhardt (* 1962), deutsche Sozialhistorikerin
- Albrecht Geck (* 1962), deutscher Kirchenhistoriker
- Hans-Joachim Gehrke (* 1945), deutscher Althistoriker
- Imanuel Geiss (1931–2012), deutscher Historiker
- Robert Gellately (* 1943), kanadischer Historiker (Holocaustforschung)
- Matthias Gelzer (1886–1974), Schweizer Althistoriker (Römische Geschichte)
- Heinrich Gemkow (1928–2017), deutscher Historiker
- Alexander C.T. Geppert (* 1970), deutsch-amerikanischer Historiker (Neuere und neueste Geschichte, Zeitgeschichte)
- Gudrun Gersmann (* 1960), deutsche Historikerin (Geschichte der Frühen Neuzeit)
- Otto von Gierke (1841–1921), deutscher Jurist, Rechtshistoriker und Sozialpolitiker (Historische Rechtsschule)
- Carlo Ginzburg (* 1939), italienischer Historiker und Kulturwissenschaftler
- Knut Görich (* 1959), deutscher Mediävist (Geschichte des Frühen und Hohen Mittelalters)
- Hans-Werner Goetz (* 1947), deutscher Mediävist
- Walter Goetz (1867–1958), deutscher Historiker
- Walter A. Goffart (1934–2025), US-amerikanischer Historiker (Geschichte der Spätantike, Frühmittelalterliche Geschichte)
- Manfred Görtemaker (* 1951), deutscher Historiker (Neuere und neueste Geschichte, Zeitgeschichte)
- Frank Golczewski (* 1948), deutsch-polnischer Historiker (Europäische und osteuropäische Geschichte des 19. und 20. Jahrhunderts)
- Christoph Goldt (* 1966), deutscher Historiker, Politikwissenschaftler und Journalist (Politikgeschichte, Kirchengeschichte)
- Delia González de Reufels (* 1968), deutsche Historikerin (Geschichte Lateinamerikas)
- Eberhard Gothein (1853–1923), deutscher Ökonom, Kultur- und Wirtschaftshistoriker
- Ulrich Gotter (* 1964), deutscher Althistoriker
- Frank Göttmann (* 1946), deutscher Historiker (Mediävistik, Frühe Neuzeit)
- Walter Grab (1919–2000), deutscher Historiker (Neuere und neueste Geschichte)
- Martin Grabmann (1875–1949), deutscher Theologe, Philosoph und Historiker (Mediävistik)
- Volker Grabowsky (* 1959), deutscher Historiker (Geschichte Südostasiens)
- Johannes Gradl (* 1935), deutscher Historiker (Mittelalterliche Geschichte)
- Bernhard Graf (* 1962), deutscher Historiker, Kunsthistoriker und Germanist
- Klaus Graf (* 1958), deutscher Mediävist und Archivar
- Hermann Graml (1928–2019), deutscher Historiker und Publizist
- Robert Gramsch (* 1968), deutscher Mediävist
- Michael Grant (1914–2004), englischer Althistoriker und Altphilologe
- Wilhelm Grau (1910–2000), deutscher nationalsozialistischer Historiker („Judenfrage“) und Verleger
- František Graus (1921–1989), tschechoslowakischer Historiker (Mediävistik, Geschichte von Randgruppen)
- Helga Grebing (1930–2017), deutsche Historikerin (Politische Geschichte, Sozialgeschichte, Geschichte der Arbeiterbewegung)
- Ulrich Gregor (* 1932), deutscher Filmhistoriker
- Carl Grimberg (1875–1941), schwedischer Historiker
- Jan T. Gross (* 1947),  polnisch-amerikanischer Historiker und Soziologe
- Atina Grossmann (* 1950), US-amerikanische Historikerin (Deutsche und europäische Geschichte, Gender Studies)
- Hermann Grotefend (1845–1931), deutscher Archivar und Historiker
- Ewald Grothe (* 1961), deutscher Historiker (Verfassungsgeschichte, Historiographiegeschichte)
- Lothar Gruchmann (1929–2015), deutscher Historiker und Politologe
- Michael Grüttner (* 1953), deutscher Historiker (Geschichte des Nationalsozialismus)
- Richard Grunberger (1924–2005), britischer Historiker
- Herbert Grundmann (1902–1970), deutscher Historiker (Geschichte des Mittelalters)
- Fritz Gschnitzer (1929–2008), österreichischer Althistoriker
- Gustav Gugitz (1874–1964), österreichischer Heimatforscher, Volkskundler und Kulturhistoriker
- Martina Gugglberger (* 1971), österreichische Historikerin, Universitätsprofessorin und Sachbuchautorin
- Ranajit Guha (1923–2023), indischer Historiker
- Aaron Jakowlewitsch Gurewitsch (1924–2006), russischer Mediävist
- Aubrey Gwynn (1892–1983), irischer Historiker

## H
- Hellmut G. Haasis (1942–2024), deutscher Historiker, Schriftsteller und Verleger (Geschichte der Freiheitsbewegungen, der Arbeiterbewegung und der Sozialen Bewegungen)
- Hrothgar John Habakkuk (1915–2002), britischer Wirtschaftshistoriker
- Raban von Haehling (* 1943), deutscher Althistoriker
- Sebastian Haffner (1907–1999), deutscher Journalist und Publizist
- Manfred Hagen (* 1934), deutscher Historiker (Russische Geschichte)
- Werner Hahlweg (1912–1989), deutscher Militärhistoriker und Militärwissenschaftler
- Peter-Michael Hahn (* 1951), deutscher Historiker (Preußische Geschichte)
- Johannes Haller (1865–1947), deutscher Historiker
- George W. F. Hallgarten (1901–1975), deutsch-amerikanischer Historiker
- F. E. Halliday (1903–1982), britischer Historiker (bevorzugt Shakespeare)
- Rolf Hammel-Kiesow (1949–2021), deutscher Historiker
- Karl Hampe (1869–1936), deutscher Historiker (Mediävistik)
- Adolf von Harnack (1851–1930), deutscher Theologe, Kirchenhistoriker und Wissenschaftsorganisator
- Elke Hartmann (1969–2021), deutsche Althistorikerin, Juniorprofessorin für Alte Geschichte mit besonderer Berücksichtigung der Geschlechtergeschichte an der HU zu Berlin, Lehrstuhlvertreterin von Wilfried Nippel, Fachgebietsleiterin Alte Geschichte und Professorin für Alte Geschichte an der TU Darmstadt (Gesellschafts-, Sozial-, Rechts-, Geschlechter-, Mentalitäts-, Politik-, Kultur-, Sexualitäts- und Sittengeschichte der Antike)
- Ludo Moritz Hartmann (1865–1924), österreichischer Historiker und Politiker
- Fritz Hartung (1883–1967), deutscher Historiker (Verfassungsgeschichte)
- Karl Hasel (1909–2001), deutscher Forsthistoriker
- Justus Hashagen (1877–1961), deutscher Kulturhistoriker
- Christine Hatzky (* 1965), deutsche Historikerin (Geschichte Lateinamerikas und der Karibik)
- Karl Hauck (1916–2007), deutscher Historiker (Mediävistik)
- Bernd Haunfelder (* 1951), deutscher Historiker (Neuere und neueste Geschichte) und Publizist
- Heinz-Gerhard Haupt (* 1943), deutscher Historiker
- Karin Hausen (* 1938), deutsche Historikerin (Wirtschafts- und Sozialgeschichte)
- Hans Hausrath (1866–1945), deutscher Forstwissenschaftler und Historiker (Geschichte des Waldes)
- Alfred Haverkamp (1937–2021), deutscher Historiker (Mediävistik, Geschichte der Juden)
- Georg Heer (1860–1945), deutscher Jurist und Historiker (Studentische Geschichte)
- Hannes Heer (* 1941), deutscher Historiker
- Helmut Heiber (1924–2003), deutscher Historiker
- Ludger Heid (* 1945), deutscher Neuzeithistoriker
- Ingo Heidbrink (* 1968), deutscher Historiker (Maritime Geschichte, Technikgeschichte)
- Hermann Heimpel (1901–1988), deutscher Historiker
- Walter Heinemeyer (1912–2001), deutscher Historiker (Historische Hilfswissenschaften, Landesgeschichte)
- Karl Heldmann (1869–1943), deutscher Historiker
- Klaus Hentschel (* 1961), deutscher Wissenschaftshistoriker (17.–20. Jh.) und Historiker visueller Kulturen
- Ulrich Herbert (* 1951), deutscher Historiker (Neuere und neueste Geschichte)
- Peter Herde (* 1933), deutscher Historiker (Mittelalterliche Geschichte, Historische Hilfswissenschaften, Landesgeschichte)
- Bernd-Ulrich Hergemöller (1950–2023), deutscher Historiker (Mediävistik)
- Hans Herzfeld (1892–1982), deutscher Historiker (Politische Geschichte, Zeitgeschichte)
- Arno Herzig (* 1937), deutscher Historiker (Geschichte der Frühen Neuzeit)
- Manfred Hettling (* 1956), deutscher Historiker (Sozial- und Kulturgeschichte der Neuzeit)
- Alfred Heuß (1909–1995), deutscher Althistoriker
- Günther Heydemann (* 1950), deutscher Historiker (Totalitarismusforschung)
- Franz-Josef Heyen (1928–2012), deutscher Historiker und Archivar
- Raul Hilberg (1926–2007), US-amerikanischer Historiker (Holocaustforschung)
- Klaus Hildebrand (* 1941), deutscher Historiker (Neuere und neueste Geschichte)
- Richard Hill (1901–1996), britischer Historiker (Geschichte des modernen Sudan)
- Andreas Hillgruber (1925–1989), deutscher Historiker (Neuere und neueste Geschichte, Zeitgeschichte)
- John Paul Himka (* 1949), kanadischer Historiker (Ukrainistik)
- Carl Hinrichs (1900–1962), deutscher Archivar und Historiker (Preußische Geschichte)
- Hedwig Hintze (1884–1942), deutsche Historikerin (Neuere und neueste Geschichte, Geschichte der Französischen Revolution)
- Otto Hintze (1861–1940), deutscher Historiker (Verfassungs-, Verwaltungs- und Wirtschaftsgeschichte)
- Eric J. Hobsbawm (1917–2012), englischer Historiker und Sozialwissenschaftler
- Otto Hoetzsch (1876–1946), deutscher Historiker und Politiker
- Walther Hofer (1920–2013), Schweizer Historiker (Geschichte des Nationalsozialismus) und Politiker
- Johannes Hohlfeld (1888–1950), deutscher Genealoge und Historiker
- Karl Holl (1866–1926), deutscher Theologe und Kirchenhistoriker (Geschichte Luthers)
- Karl Holl (1931–2017), deutscher Historiker (Historische Friedensforschung, Liberalismusgeschichte)
- Andreas Holzem (* 1961), deutscher Theologe und Historiker (Mittlere und neuere Kirchengeschichte)
- Götz von Houwald (1913–2001), deutscher Diplomat, Ethnologe und Historiker
- Walther Hubatsch (1915–1984), deutscher Historiker (Neuere und neueste Geschichte)
- Ricarda Huch (1864–1947), deutsche Dichterin, Philosophin und Historikerin
- Rainer Hudemann (* 1948), deutscher Historiker (Europäische Geschichte, Deutsch-Französische Geschichte der Neuzeit)
- Hans-Christian Huf (* 1956), deutscher Historiker und Fernsehjournalist
- Kathleen Winifred Hughes (1926–1977), englische Historikerin
- Sarah Hutton (* 1948), britische Philosophie- und Wissenschaftshistorikerin
- Ann Hyland (* 1936), britische Historikerin

## I
- Franz Irsigler (* 1941), deutscher Historiker (Geschichtliche Landeskunde, mittelalterliche Wirtschafts- und Sozialgeschichte)
- Eberhard Isenmann (* 1944), deutscher Mediävist (Spätmittelalterliche Geschichte)
- Hans Ulrich Instinsky (1907–1973), deutscher Althistoriker
- Ulrich Im Hof (1917–2001), Schweizer Historiker
- Johannes Irmscher (1920–2000), deutscher Althistoriker

## J
- Eberhard Jäckel (1929–2017), deutscher Historiker (Geschichte des Nationalsozialismus)
- Jigael Jadin (1917–1984), israelischer Archäologe, Offizier und Politiker (Feldarchäologie)
- Hermann Jakobs (* 1930), deutscher Historiker (Mittelalterliche Geschichte, Historische Hilfswissenschaften)
- Harold James (* 1956), britischer Historiker (Deutsche Geschichte, Europäische Wirtschaftsgeschichte)
- John Franklin Jameson (1859–1937), US-amerikanischer Historiker und Bibliothekar
- Kay Peter Jankrift (* 1966), deutscher Mediävist
- Wilhelm Janssen (1933–2021), deutscher Historiker und Archivar (Landesgeschichte, Geschichte des Spätmittelalters und der Frühen Neuzeit)
- Ignaz Jastrow (1856–1937), deutscher Historiker und Sozialwissenschaftler
- Jean Jaurès (1859–1914), französischer Philosoph, Historiker und Politiker
- Hubert Jedin (1900–1980), deutscher Kirchenhistoriker
- Martin Jehne (* 1955), deutscher Althistoriker
- Yeshayahu A. Jelinek (1933–2016), israelischer Historiker
- Hugo Jentsch (1840–1916), deutscher Gymnasiallehrer, Landeshistoriker und Urgeschichtsforscher
- Manfred Jessen-Klingenberg (1933–2009), deutscher Historiker
- Paul Joachimsen (1867–1930), deutscher Historiker (Ideengeschichte, Didaktik der Geschichte)
- Arnold Hugh Martin Jones (1904–1970), englischer Althistoriker
- Loe de Jong (1914–2005), niederländischer Historiker und Journalist
- Karl Jordan (1907–1984), deutscher Historiker (Mediävistik)
- Andrea Jördens (* 1958), deutsche Papyrologin (Römische Sozial-, Wirtschafts-, Verwaltungs- und Rechtsgeschichte)
- Ulrike Jureit (* 1964), deutsche Historikerin (Neuere und neueste Geschichte)
- Leo Just (1901–1964), deutscher Historiker

## K
- Werner Kaegi (1901–1979), Schweizer Historiker
- Hartmut Kaelble (* 1940), deutscher Historiker (Europäische Geschichte des 19. und 20. Jahrhunderts)
- Donald Kagan (1932–2021), US-amerikanischer Althistoriker
- Hermann Kamp (* 1959), deutscher Historiker
- Franz Kampers (1868–1929), deutscher Historiker
- Ernst Kantorowicz (1895–1963), deutscher Historiker und Mediävist
- Stefan Karner (* 1952), österreichischer Historiker
- Brigitte Kasten (* 1955), deutsche Mediävistin (Verfassungsgeschichte)
- Hermann Kellenbenz (1913–1990), deutscher Wirtschaftshistoriker
- Hagen Keller (* 1937), deutscher Historiker (Mittelalterliche Geschichte)
- George F. Kennan (1904–2005), US-amerikanischer Historiker und Diplomat
- Friedrich Kempf (1908–2002), deutscher Kirchenhistoriker
- James Francis Kenney (1884–1946), kanadischer Historiker und Keltologe
- Ian Kershaw (* 1943), britischer Historiker (Deutsche Zeitgeschichte)
- Lothar Kettenacker (* 1939), deutscher Historiker
- Erich Kettenhofen (* 1946), deutscher Althistoriker
- Hans-Walter Keweloh (* 1947), deutscher Historiker
- Dietmar Kienast (1925–2012), deutscher Althistoriker
- Walther Kienast (1896–1985), deutscher Historiker (Mittelalterliche Geschichte, Verfassungsgeschichte)
- Martin Kintzinger (* 1959), deutscher Mediävist
- Johann Peter Kirsch (1861–1941), luxemburgischer Archäologe, Kirchenhistoriker und Patrologe
- Ernst Kirsten (1911–1987), deutscher Althistoriker
- Peter Klein (* 1962), deutscher Historiker
- Richard Klein (1934–2006), deutscher Historiker (Geschichte der Spätantike und des Frühen Christentums)
- Sunhild Kleingärtner (* 1974), deutsche Historikerin (Ur- und Frühgeschichte, Schifffahrtsgeschichte, Archäologie)
- Christoph Kleßmann (* 1938), deutscher Zeithistoriker
- Eckart Kleßmann (* 1933), deutscher Historiker und Literaturwissenschaftler
- Arno Klönne (1931–2015), deutscher Soziologe und Historiker
- Kurt Kluxen (1911–2003), deutscher Historiker (Britische Geschichte)
- Ulrich Knefelkamp (1951–2020), deutscher Mediävist
- Volkhard Knigge (* 1954), deutscher Historiker (Geschichte des Nationalsozialismus) und Geschichtsdidaktiker
- David Knowles (1896–1974), englischer Historiker
- Jürgen Kocka (* 1941), deutscher Historiker (Sozial- und Wirtschaftsgeschichte)
- Theo Kölzer (* 1949), deutscher Mediävist (Geschichte der Merowingerzeit, Historische Hilfswissenschaften und Archivkunde)
- Hans Peter Kohns (1931–2003), deutscher Althistoriker
- Eberhard Kolb (* 1933), deutscher Historiker (Neuere und neueste Geschichte)
- Frank Kolb (* 1945), deutscher Althistoriker
- Wolfgang Köllmann (1925–1997), deutscher Sozial- und Wirtschaftshistoriker
- Franklin Kopitzsch (* 1947), deutscher Historiker und Politiker
- Ernst Kornemann (1868–1946), deutscher Althistoriker
- Ludger Körntgen (* 1960), deutscher Mediävist
- Reinhart Koselleck (1923–2006), deutscher Historiker (Geschichtstheorie, Neuere und neueste Geschichte)
- Manfred Kossok (1930–1993), deutscher Historiker
- Ilko-Sascha Kowalczuk (* 1967), deutscher Historiker (DDR-Geschichte)
- Gerhard Krebs (* 1943), deutscher Historiker
- Georg Kreis (* 1943), Schweizer Historiker
- Klaus Kreiser (1945–2024), deutscher Orientalist und Turkologe
- Walter Kremser (1909–2000), deutscher Forstbeamter und Forstwissenschaftler
- Bernhard R. Kroener (* 1948), deutscher Militärhistoriker
- Frank-Lothar Kroll (* 1959), deutscher Historiker (Europäische Geschichte des 19. und 20. Jahrhunderts)
- Thomas Kroll (* 1965), deutscher Historiker (Westeuropäische Geschichte)
- Hans-Joachim Krusch (1935–2004), deutscher Historiker (Geschichte der deutschen Arbeiterbewegung)
- Ludolf Kuchenbuch (* 1939), deutscher Mittelalterhistoriker und Musiker
- Christoph Kühberger (* 1975), österreichischer Historiker (Neuere und neueste Geschichte und ihre Didaktik)
- Jürgen Kuczynski (1904–1997), deutscher Wirtschafts- und Alltagshistoriker
- Johannes Kunisch (1937–2015), deutscher Historiker
- Rolf-Ulrich Kunze (* 1968), deutscher Historiker
- Bruno Kuske (1876–1964), deutscher Wirtschaftshistoriker

## L
- Ernest Labrousse (1895–1988), französischer Historiker der Annales-Schule
- Peter Landau (1935–2019), deutscher Kanonist (Mittelalterliche Kirchenrechtsgeschichte, Geschichte der Rechts- und Staatsphilosophie)
- Pierre Lanfranchi (* 1959), französischer Historiker (Sportgeschichte)
- Hermann Langbein (1912–1995), österreichischer Widerstandskämpfer gegen den Nationalsozialismus und Historiker
- Kate Clifford Larson, US-amerikanische Historikerin
- Dieter Langewiesche (* 1943), deutscher Historiker (Neuere und neueste Geschichte)
- Walter Laqueur (1921–2018), US-amerikanischer Historiker und Publizist
- Johannes Laudage (1959–2008), deutscher Mediävist
- Jacques Le Goff (1924–2014), französischer Historiker der Annales-Schule
- Emmanuel Le Roy Ladurie (1929–2023), französischer Historiker der Annales-Schule
- Max Lehmann (1845–1929), deutscher Historiker
- Hartmut Lehmann (* 1936), deutscher Historiker
- Rudolf Lehmann (1891–1984), deutscher Historiker und Archivar
- Wolfgang Leonhard (1921–2014), deutscher Historiker und Publizist
- Hartmut Leppin (* 1963), deutscher Historiker
- Johannes Lepsius (1858–1926), deutscher Orientalist
- Gerda Lerner (1920–2013), österreichisch-US-amerikanische Historikerin, Pionierin der Women’s History (Frauengeschichte).
- Wilhelm Levison (1876–1947), deutscher Mediävist
- Loretana de Libero (* 1965), deutsche Historikerin
- Ralph-Johannes Lilie (* 1947), deutscher Byzantinist
- Rudolf Lill (1934–2020), deutscher Historiker (Geschichte Deutschlands und Italiens, Geschichte des Papsttums und der Beziehungen Kirche–Staat)
- Gabriele Lingelbach (* 1966), deutsche Historikerin (Globalgeschichte des 19. und 20. Jahrhunderts)
- Kerstin von Lingen (* 1971), deutsche Zeithistorikerin (zeithistorische Rechtsgeschichte, Militärgeschichte, Holocaustforschung, Globalgeschichte)
- Woldemar Lippert (1861–1937), deutscher Archivar und Historiker
- Adolf Lippold (1926–2005), deutscher Althistoriker
- Hugo Loersch (1840–1907), deutscher Rechtshistoriker und Denkmalpfleger
- Peter Longerich (* 1955), deutscher Neuzeithistoriker
- Sönke Lorenz (1944–2012), deutscher Historiker (mittlere und neuere Geschichte)
- Wilfried Loth (* 1948), deutscher Neuzeithistoriker
- Arthur Oncken Lovejoy (1873–1962), US-amerikanischer Historiker
- Alf Lüdtke (1943–2019), deutscher Historiker (Historische Anthropologie)
- Arno Lustiger (1924–2012), deutscher Historiker
- Herbert Lüthy (1918–2002), Schweizer Historiker
- Heinrich Lutz (1922–1986), deutscher Historiker (Geschichte der Neuzeit)
- Gino Luzzatto (1878–1964), italienischer Wirtschaftshistoriker

## M
- Frank McDonough (* 1957), britischer Historiker
- Lothar Machtan (* 1949), deutscher Historiker
- Paul Robert Magocsi (* 1945), amerikanischer Historiker und Politikwissenschafter (Ukrainistik)
- Claudia Märtl (* 1954), deutsche Mediävistin
- Robert Mandrou (1921–1984), französischer Historiker der Annales-Schule
- Thomas Maissen (* 1962), Schweizer Historiker (Geschichte der Frühen Neuzeit)
- Max Manitius (1858–1933), deutscher Philologe und Historiker
- Golo Mann (1909–1994), deutscher Historiker und Publizist
- Kurt Mantel (1905–1982), deutscher Forstwissenschaftler
- Walter Markov (1909–1993), deutscher Historiker
- David R. Marples (* 1952), kanadischer Historiker (Ukrainistik)
- Christoph Marx (* 1957), deutscher Historiker (Außereuropäische Geschichte)
- Christoph Marx (* 1971), deutscher Historiker, Publizist und Online-Redakteur
- Philip Mason (1906–1999), britischer Historiker (Geschichte von Britisch-Indien, Geschichte des Rassismus)
- Timothy Mason (1940–1990), britischer Historiker
- Markus Mattmüller (1928–2003), Schweizer Historiker (Agrargeschichte, Geschichte des religiösen Sozialismus)
- Gustav Mayer (1871–1948), deutscher Historiker
- Theodor Mayer (1883–1972), österreichischer Mediävist
- Mark Mazower (* 1958), britischer Historiker (Geschichte Südosteuropas, Geschichte des Nationalsozialismus)
- James M. McPherson (* 1936), US-amerikanischer Historiker
- Franz Mehring (1846–1919), deutscher Journalist, Historiker und Publizist
- Christian Meier (* 1929), deutscher Althistoriker
- Mischa Meier (* 1971), deutscher Historiker
- Friedrich Meinecke (1862–1954), deutscher Historiker
- Evaldo Cabral de Mello (* 1936), brasilianischer Historiker, Diplomat (portugiesische Kolonialgeschichte Brasiliens, Geschichte Niederländisch-Brasiliens)
- Gert Melville (* 1944), deutscher Mediävist
- Gerhard Menk (1946–2019), deutscher Wissenschaftshistoriker und Archivar
- Andreas Meyer (1955–2017), Schweizer Historiker (Mediävist, Historische Hilfswissenschaften)
- Eduard Meyer (1855–1930), deutscher Historiker
- Werner Meyer (* 1937), Schweizer Historiker (Mediävist und Mittelalter-Archäologe)
- Albrecht Milnik (1931–2021), deutscher Forsthistoriker
- Heinrich Mitteis (1889–1952), deutscher Rechtshistoriker
- Joachim Molthagen (* 1941), deutscher Althistoriker
- Arnaldo Momigliano (1908–1987), italienischer Althistoriker
- Hans Mommsen (1930–2015), deutscher Historiker (Zeitgeschichte)
- Wilhelm Mommsen (1892–1966), deutscher Historiker (Neuere und neueste Geschichte)
- Wolfgang J. Mommsen (1930–2004), deutscher Historiker
- Josef Mooser (* 1946), deutscher Neuzeithistoriker (Geschichte ländlicher Gesellschaften, Arbeitergeschichte)
- Benny Morris (* 1948), britischer Historiker
- Rudolf Morsey (1927–2024), deutscher Historiker (Neuere und neueste Geschichte)
- George L. Mosse (1918–1999), deutsch-US-amerikanischer Historiker (Europäische Geschichte, Deutsche Geschichte)
- Daniela Müller (* 1957), deutsche Theologin und Kirchenhistorikerin
- Roland Müller (* 1955), deutscher Historiker und Archivar
- Eckhard Müller-Mertens (1923–2015), deutscher Historiker
- Paul Münch (* 1941), deutscher Historiker
- Daniela Münkel (* 1962), deutsche Historikerin
- Friedrich Münzer (1868–1942), deutscher klassischer Philologe und Althistoriker
- Lewis Mumford (1895–1990), US-amerikanischer Wissenschaftler (Geschichte der Technik, Stadtgeschichte)
- Gisela Muschiol (* 1959), deutsche Theologin (Mittlere und neuere Kirchengeschichte sowie theologische Genderforschung)

## N
- Hans Nabholz (1874–1961), Schweizer Historiker und Archivar
- Werner Näf (1894–1959), Schweizer Historiker
- Anne Christine Nagel (* 1962), deutsche Historikerin (Neuere und neueste Geschichte, Historiographiegeschichte)
- Jörg Nagler (* 1950), deutscher Historiker (Nordamerikanische Geschichte)
- Eberhard Naujoks (1915–1996), deutscher Historiker (Neuere und neueste Geschichte)
- Sönke Neitzel (* 1968), deutscher Historiker (Militärgeschichte)
- Helmut Neuhaus (* 1944), deutscher Historiker (Neuere und neueste Geschichte, Verfassungs-, Verwaltungs- und Rechtsgeschichte)
- Wilhelm Heinrich Neuser (1926–2010), deutscher Kirchenhistoriker (Calvin-Forschung, preußische und westfälische Kirchengeschichte)
- Lutz Niethammer (1939–2025), deutscher Historiker (Zeitgeschichte)
- Wilfried Nippel (* 1950), deutscher Althistoriker
- Thomas Nipperdey (1927–1992), deutscher Historiker (Neuere und neueste Geschichte)
- David F. Noble (1945–2010), US-amerikanischer Historiker (Geschichte der Technik und der Arbeit)
- Cordula Nolte (* 1958), deutsche Mediävistin
- Ernst Nolte (1923–2016), deutscher Historiker und Philosoph
- Paul Nolte (* 1963), deutscher Historiker und Publizist
- Michael North (* 1954), deutscher Historiker (Mittlere und neuere Geschichte)

## O
- Gerhard Oestreich (1910–1978), deutscher Historiker (Geschichte der Frühen Neuzeit)
- Jürgen Osterhammel (* 1952), deutscher Historiker (Globalgeschichte)
- Emil von Ottenthal (1855–1931), österreichischer Historiker und Diplomatiker

## P
- Werner Paravicini (* 1942), deutscher Mediävist
- Tudor Parfitt (* 1944), britischer Historiker
- Ludwig von Pastor (1854–1928), österreichischer Diplomat (Geschichte des Papsttums)
- Kurt Pätzold (1930–2016), deutscher Historiker
- Ilan Pappe (* 1954), israelischer Historiker und Politikwissenschaftler
- Steffen Patzold (* 1972), deutscher Historiker für mittelalterliche Geschichte (Mediävist)
- Gerhard Paul (* 1951), deutscher Historiker und Geschichtsdidaktiker
- Michel Pauly (* 1952), Luxemburger Mediävist (Geschichte des Hospizwesens und Luxemburger Regionalgeschichte)
- Jaroslav Pelikan (1923–2006), amerikanischer Theologie- und Geisteshistoriker
- Jürgen Petersohn (1935–2017), Historiker, Professor für mittelalterliche Geschichte
- Franz Petri (1903–1993), deutscher Landeshistoriker (Geschichte des Rheinlands, Westfalens und der Niederlande)
- Detlev Peukert (1950–1990), deutscher Historiker (Neuere und neueste Geschichte)
- Franciszek Piper (* 1941), polnischer Historiker (Geschichte der Shoa)
- Henri Pirenne (1862–1935), belgischer Mittelalterhistoriker
- Josef Pfitzner (1901–1945), deutsch-tschechischer Historiker und Nationalsozialist
- Gertrud Pickhan (* 1956), deutsche Historikerin (Osteuropäische Geschichte)
- Janusz Piekałkiewicz (1925–1988), polnischer Zeithistoriker und Filmemacher
- Werner Plumpe (* 1954), deutscher Historiker (Wirtschafts-, Sozial-, Unternehmens- und Industriegeschichte des 19. und 20. Jahrhunderts)
- Manfred Pohl (* 1944), deutscher Historiker und Volkswirt
- Reiner Pommerin (1943–2024), deutscher Historiker (Neuere und neueste Geschichte)
- Walter Pongratz (1912–1990), österreichischer Landeshistoriker
- Munro Price (* 1963), britischer Neuzeithistoriker
- Friedrich Prinz (1928–2003), deutscher Mediävist
- Ralf Pröve (* 1960), deutscher Historiker (Neuere und neueste Geschichte)
- Siegfried Prokop (* 1940), deutscher Zeithistoriker
- Wolfram Pyta (* 1960), deutscher Historiker (Neuere und neueste Geschichte)

## Q
- Ludwig Quidde (1858–1941), deutscher Mediävist, Politiker, Pazifist und Friedensnobelpreisträger
- Carroll Quigley (1910–1977), amerikanischer Historiker

## R
- Werner Rahn (1939–2022), deutscher Militärhistoriker
- Daniela Rando (* 1959), italienische Mediävistin
- Oswald Redlich (1858–1944), österreichischer Historiker und Archivar
- Elfriede Rehbein (1929–2004), deutsche Wirtschaftswissenschaftlerin (Verkehrsgeschichte)
- Helmut Reinalter (* 1943), österreichischer Historiker (Geschichte von Aufklärung und Vormärz)
- Wolfgang Reinhard (* 1937), deutscher Historiker (Neuere und außereuropäische Geschichte)
- Wilfried Reininghaus (* 1950), deutscher Historiker und Archivar (Westfälische Landesgeschichte)
- Brigitte Reinwald (* 1958), deutsche Historikerin (Geschichte Afrikas)
- Timothy Reuter (1947–2002), deutsch-britischer Mediävist
- Frank Rexroth (* 1960), deutscher Historiker (Mittlere und Neuere Geschichte)
- Andrea Riccardi (* 1950), italienischer Historiker (Christentums- und Religionsgeschichte) und Gründer der Gemeinschaft Sant’Egidio
- Gerhard Ritter (1888–1967), deutscher Historiker
- Gerhard A. Ritter (1929–2015), deutscher Historiker (Neuere und neueste Geschichte)
- Mary Ritter Beard (1876–1958), US-amerikanische Historikerin und Archivarin (Frauengeschichte)
- Moriz Ritter (1840–1923), deutscher Historiker
- Andreas Rödder (* 1967), deutscher Historiker (Neueste Geschichte)
- Walter Rodney (1942–1980), guyanischer Historiker (Geschichte Afrikas)
- Bernd Roeck (* 1953), deutscher Historiker (Geschichte der Frühen Neuzeit)
- Klaus Rosen (* 1937), deutscher Althistoriker
- Arthur Rosenberg (1889–1943), deutscher Historiker und Politiker
- Hans Rosenberg (1904–1988), deutscher Historiker
- Werner Rösener (* 1944), deutscher Historiker (Mittelalterliche und Neuere Geschichte)
- Grzegorz Rossoliński-Liebe (* 1979), deutsch-polnischer Historiker (Osteuropageschichte)
- Michael Rostovtzeff (1870–1952), russischer Althistoriker
- Karl Heinz Roth (* 1942), deutscher Historiker und Sozialwissenschaftler
- Hans Rothfels (1891–1976), deutscher Historiker
- Heinrich Rubner (1925–2017), deutscher Forsthistoriker
- Per Anders Rudling (* 1974), schwedisch-amerikanischer Historiker (Osteuropageschichte, Rechtsextremismusforschung)
- Helmut Rumpler (1935–2018), österreichischer Historiker
- Reinhard Rürup (1934–2018), deutscher Historiker
- Jörn Rüsen (* 1938), deutscher Historiker und Kulturwissenschaftler

## S
- Martin Sabrow (* 1954), deutscher Historiker (Neueste Geschichte und Zeitgeschichte), Politikwissenschaftler und Germanist
- Jean Rudolf von Salis (1901–1996), Schweizer Historiker und Publizist
- Richard Salomon (1884–1966), deutscher Historiker und Diplomatiker
- Shlomo Sand (* 1946), österreichischer Historiker
- Leo Santifaller (1890–1974), österreichischer Historiker und Diplomatiker
- Philipp Sarasin (* 1956), Schweizer Historiker (Neuere und neueste Geschichte)
- George Sarton (1884–1956), belgisch-US-amerikanischer Wissenschaftshistoriker
- Christoph Schäfer (* 1961), deutscher Althistoriker
- Dietrich Schäfer (1845–1929), deutscher Historiker
- Hans Schaefer (1906–1961), deutscher Althistoriker
- Susanne Schattenberg (* 1969), deutsche Historikerin (Zeitgeschichte und Kultur Osteuropas)
- Franz Schausberger (* 1950), österreichischer Historiker
- Heinrich Scheel (1915–1996), deutscher Historiker (Deutsche Geschichte)
- Wolfgang Scheffler (1929–2008), deutscher Historiker
- Theodor Schieder (1908–1984), deutscher Historiker
- Wolfgang Schieder (* 1935), deutscher Historiker
- Rudolf Schieffer (1947–2018), deutscher Historiker (Mittelalterliche und Neuere Geschichte)
- Theodor Schieffer (1910–1992), deutscher Historiker (Mittelalterliche und Neuere Geschichte)
- Axel Schildt (1951–2019), deutscher Neuzeithistoriker
- Heinz Schilling (* 1942), deutscher Historiker (Europäische Geschichte der Frühen Neuzeit)
- Anton Schindling (1947–2020), deutscher Historiker (Geschichte der frühen Neuzeit)
- Uwe Schirmer (* 1962), deutscher Historiker und Archivar (Verfassungs-, Sozial- und Wirtschaftsgeschichte des mitteldeutschen Raumes)
- Heinrich Schlange-Schöningen (* 1960), deutscher Althistoriker (Geschichte der Spätantike und der Römischen Kaiserzeit)
- Karl Schlögel (* 1948), deutscher Osteuropahistoriker
- Jürgen Schlumbohm (* 1942), Sozial-, Kultur-, Wirtschaftsgeschichte (Geschichte des 17.–19. Jahrhunderts)
- Franz-Josef Schmale (1924–2015), deutscher Mediävist
- Alois Schmid (* 1945), deutscher Historiker (Bayerische Landesgeschichte)
- Wolfgang Schmid (* 1957), deutscher Historiker (Geschichtliche Landeskunde)
- Eberhard Schmidt (1891–1977), deutscher Rechtshistoriker
- Ludwig Schmidt (1862–1944), deutscher Historiker (Geschichte der Völkerwanderungszeit)
- Rainer F. Schmidt (* 1955), deutscher Historiker (Geschichte des 19. und 20. Jahrhunderts)
- Siegfried Schmidt (1930–1986), deutscher Neuzeithistoriker
- Winfried Schmitz (* 1958), deutscher Althistoriker (Sozialgeschichte und frühchristliche Epigraphik)
- Franz Schnabel (1887–1966), deutscher Historiker
- Helga Schnabel-Schüle (* 1954), deutsche Historikerin (Neuere und neueste Geschichte)
- Heinrich Schnee (1895–1968), deutscher Historiker
- Ute Schneider (* 1960), deutsche Historikerin
- Julius H. Schoeps (* 1942), deutscher Historiker (Deutsch-Jüdische Geschichte)
- Gregor Schöllgen (* 1952), deutscher Historiker und Publizist
- Jean Schoos (1924–2005), luxemburgischer Historiker
- Luise Schorn-Schütte (* 1949), deutsche Historikerin
- Percy Ernst Schramm (1894–1970), deutscher Historiker
- Hermann Schreiber (1920–2014), österreichischer Schriftsteller und Historiker
- Uwe Schröder (* 1952), deutscher Historiker und Museumsleiter (Pommersche Geschichte)
- Kostjantyn Schtepa (1896–1958), ukrainischer Historiker
- Ernst Schubert (1941–2006), deutscher Historiker
- Kurt Schubert (1923–2007), österreichischer Orientalist (Judaistik)
- Thomas Schuler (* 1965), deutscher Historiker
- Wolfgang Schuller (1935–2020), deutscher Althistoriker
- Gerhard Schulz (1924–2004), deutscher Historiker
- Hans K. Schulze (1932–2013), deutscher Mediävist
- Winfried Schulze (* 1942), deutscher Historiker
- Georg Schwaiger (1925–2019), deutscher Historiker (Kirchengeschichte des Mittelalters)
- Ekkehard Schwartz (1926–2005), deutscher Forsthistoriker
- Hans-Peter Schwarz (1934–2017), deutscher Zeithistoriker und Politikwissenschaftler
- Berent Schwineköper (1912–1993), deutscher Archivar und Historiker
- Otto Seeck (1850–1921), deutscher Althistoriker
- Hubertus Seibert (* 1954), deutscher Mediävist
- Ferdinand Seibt (1927–2003), deutscher Historiker und Publizist
- Volker Sellin (* 1939), deutscher Historiker
- Volker Seresse (* 1963), deutscher Historiker
- Wolfram Setz (1941–2023), deutscher Mediävist
- James J. Sheehan (* 1937), US-amerikanischer Historiker
- Maurice Sheehy (1928–1991), irischer Altphilologe und Kirchenhistoriker
- Adrian N. Sherwin-White (1911–1993), britischer Althistoriker
- Avi Shlaim (* 1945), britisch-israelischer Historiker
- Ulrich Sieg (* 1960), deutscher Historiker (Ideengeschichte)
- Detlef Siegfried (* 1958), deutscher Zeithistoriker (Kulturgeschichte)
- Wolfram Siemann (* 1946), deutscher Historiker
- Gabriela Signori (* 1960), Schweizer Mediävistin
- Michael Sikora (* 1961), deutscher Historiker
- Brendan Simms (* 1967), irischer Historiker
- Harry Slapnicka (1918–2011), österreichischer Historiker
- Wassil Slatarski (1866–1935), bulgarischer Historiker
- Bernhard Hendrik Slicher van Bath (1910–2004), niederländischer Sozialhistoriker
- Albert Soboul (1914–1982), französischer Historiker
- Max Spindler (1894–1986), deutscher Historiker
- Hasso Spode (* 1951), deutscher Historiker, Soziologe und Archivar
- Heinrich Srbik (1878–1951), österreichischer Historiker
- Franz Staab (1942–2004), deutscher Historiker
- Rudolf Stadelmann (1902–1949), deutscher Historiker
- Andreas Staehelin (1926–2002), Schweizer Historiker und Archivar
- Felix Staehelin (1873–1952), Schweizer Althistoriker
- Michael Stahl (* 1948), deutscher Althistoriker
- Geoffrey de Ste Croix (1910–2000), britischer Historiker
- Christoph Steding (1903–1938), deutscher Historiker
- Franz Steinbach (1895–1964), deutscher Historiker
- Peter Steinbach (* 1948), deutscher Historiker
- Hubert Steiner (* 1957), österreichischer Historiker und Archivar
- Rolf Steininger (* 1942), deutsch-österreichischer Historiker
- Selma Stern (1890–1981), deutsche Historikerin
- Fritz Stern (1926–2016), deutsch-amerikanischer Historiker
- Eva-Maria Stolberg (* 1964), deutsche Historikerin (Geschichte des 19./20. Jahrhunderts, transnationale Geschichte, Globalgeschichte)
- Barbara Stollberg-Rilinger (* 1955), deutsche Historikerin (Geschichte der Frühen Neuzeit, Kulturgeschichte, Politik- und Verfassungsgeschichte)
- Michael Stolleis (1941–2021), deutscher Jurist und Rechtshistoriker
- Otto Stolz (1881–1957), österreichischer Historiker und Volkskundler
- Raphael Straus (1887–1947), deutsch-amerikanischer Historiker
- Christoph Strohm (* 1958), deutscher Historiker (Reformationsgeschichte und Neuere Kirchengeschichte)
- Michael Stürmer (* 1938), deutscher Historiker
- Wolfgang Stürner (* 1940), deutscher Historiker
- Ronald Syme (1903–1989), britischer Historiker

## T
- Jakob Tanner (* 1950), Schweizer Historiker
- Eugen Tatarinoff (1868–1938), Schweizer Historiker
- Kurt P. Tauber (1922–2024), US-amerikanischer Zeithistoriker
- Kai Uwe Tapken (* 1965), deutscher Militärhistoriker
- Richard Henry Tawnwy (1880–1962), britischer Wirtschaftshistoriker
- Eva G. R. Taylor (1879–1966), britische Wissenschaftshistorikerin und Geographin
- Frederick Taylor (* 1947), britischer Historiker (Neueste Geschichte)
- Émile Témime (1926–2008), französischer Migrationshistoriker
- Hildegard Temporini-Gräfin Vitzthum (1939–2004), deutsche Althistorikerin
- Klaus Tenfelde (1944–2011), deutscher Sozialhistoriker
- Ludger Tewes (* 1955), Romanist und Historiker für Neuere und Zeitgeschichte
- Rudolf von Thadden (1932–2015), deutscher Historiker (Mittlere und Neuere Geschichte)
- Romila Thapar (* 1931), indische Historikerin
- Philipp Ther (* 1967), deutscher Zeithistoriker (Geschichte Mittel- und Osteuropas)
- Edward P. Thompson (1924–1993), britischer Historiker (Geschichte der Arbeiterbewegung)
- Arnold J. Toynbee (1889–1975), britischer Universalhistoriker
- Wilhelm Treue (1909–1992), deutscher Wirtschaftshistoriker
- Norbert Trippen (1936–2017), deutscher Kirchenhistoriker
- Ernst Troeltsch (1865–1923), deutscher Theologe und Politiker (Religionsgeschichtliche Schule)
- Ugo Tucci (1917–2013), italienischer Wirtschaftshistoriker
- Barbara Tuchman (1912–1989), US-amerikanische Historikerin
- Ralph Tuchtenhagen (* 1961), deutscher Neuzeithistoriker (Geschichte Nord- und Osteuropas)
- Frederick Jackson Turner (1861–1932), US-amerikanischer Historiker

## U
- Rolf Übel (* 1956), deutscher Historiker und Burgenforscher
- Hans-Peter Ullmann (* 1949), deutscher Historiker
- Volker Ullrich (* 1943), deutscher Historiker und Publizist

## V
- Veit Valentin (1885–1947), deutscher Historiker
- Hans-Heinrich Vangerow (1924–2019), deutscher Forsthistoriker
- Jean-Pierre Vernant (1914–2007), französischer Religions- und Kulturhistoriker
- Paul Veyne (1930–2022), französischer Althistoriker
- Pierre Vidal-Naquet (1930–2006), französischer Alt- und Sozialhistoriker
- Karl Vocelka (* 1947), österreichischer Historiker (Geschichte der Frühen Neuzeit)
- Joseph Vogt (1895–1986), deutscher Althistoriker
- Thomas Vogtherr (* 1955), deutscher Historiker und Archivar
- Johannes H. Voigt (1929–2020), deutscher Historiker
- Michel Vovelle (1933–2018), französischer Historiker der Annales-Schule

## W
- Alois Wachtel (1910–1968), deutscher Historiker
- Patrick Wagner (* 1961), deutscher Historiker
- Alfred Wahl (* 1938), französischer Historiker (Zeitgeschichte, Sportgeschichte)
- Immanuel Wallerstein (1930–2019), US-amerikanischer Sozialwissenschaftler und Sozialhistoriker
- Rolf Walter (* 1953), deutscher Historiker (Wirtschafts- und Sozialgeschichte)
- Uwe Walter (* 1962), deutscher Althistoriker
- Gerrit Walther (* 1959), deutscher Historiker (Geschichte der Frühen Neuzeit, Wissenschaftsgeschichte)
- Günther Wartenberg (1943–2007), deutscher evangelisch-lutherischer Theologe und Historiker (Reformations-, Kirchengeschichte)
- Max Weber (1864–1920), deutscher Jurist, Nationalökonom und Soziologe (Gesellschafts- und Kulturgeschichte)
- Bernd Wegner (* 1949), deutscher Historiker (Geschichte der Neuzeit)
- Hans-Ulrich Wehler (1931–2014), deutscher Sozialhistoriker
- Stefan Weinfurter (1945–2018), deutscher Historiker (Mittelalterliche Geschichte)
- Lorenz Weinrich (* 1929), deutscher Historiker (Mittelalterliche Geschichte)
- Erika Weinzierl (1925–2014), österreichische Historikerin (Zeitgeschichte)
- Eberhard Weis (1925–2013), deutscher Historiker (Geschichte der Frühen Neuzeit)
- Bernd Weisbrod (* 1946), deutscher Historiker (Mittlere und Neuere Geschichte, Generationengeschichte)
- Hermann Weiß (1932–2015), deutscher Historiker
- Manfred Weißbecker (* 1935), deutscher Historiker
- Liselotte Welskopf-Henrich (1901–1979), deutsche Schriftstellerin und Althistorikerin
- Karl-Wilhelm Welwei (1930–2013), deutscher Althistoriker
- Paul Wentzcke (1879–1960), deutscher Historiker
- Matthias Werner (* 1942), deutscher Historiker (Mittelalterliche Geschichte)
- Hayden White (1928–2018), US-amerikanischer Historiker und Literaturwissenschaftler
- Chris Wickham (* 1950), englischer Mediävist
- Gerald Wiemers (1941–2021), deutscher Historiker, Archivwissenschaftler und Archivar (Neuere Geschichte, Bildungs- und Wissenschaftsgeschichte, Archivwesen, Historische Hilfswissenschaften)
- Josef Wiesehöfer (* 1951), deutscher Althistoriker (Geschichte Persiens)
- Ulrich von Wilamowitz-Moellendorff (1848–1931), deutscher Althistoriker und Altphilologe
- Michael Wildt (* 1954), deutscher Historiker (Geschichte des 20. Jahrhunderts)
- Friedhelm Winkelmann (1929–2025), deutscher Theologe, Kirchenhistoriker und Byzantinist
- Heinrich August Winkler (* 1938), deutscher Neuzeithistoriker
- Aloys Winterling (* 1956), deutscher Althistoriker
- Wolfgang Wippermann (1945–2021), deutscher Historiker (Neuere und neueste Geschichte)
- Andreas Wirsching (* 1959), deutscher Historiker (Neuere und neueste Geschichte Westeuropas)
- Armin Wolf (1935–2025), deutscher Mittelalterhistoriker
- Josef Wolf (* 1952), deutscher Historiker (Geschichte Südosteuropas)
- Michael Wolffsohn (* 1947), deutscher Historiker und Politologe (Neuere Geschichte)
- Herwig Wolfram (* 1934), österreichischer Mittelalterhistoriker
- Edgar Wolfrum (* 1960), deutscher Zeithistoriker
- Eike Wolgast (* 1936), deutscher Neuzeithistoriker
- Günter Wollstein (* 1939), deutscher Historiker
- Reinhard Wolters (* 1958), deutscher Althistoriker
- Ian N. Wood (* 1950), englischer Mediävist

## Z
- Egmont Zechlin (1896–1992), deutscher Historiker
- Joachim Zeune (* 1952), deutscher Mittelalterarchäologe, Historiker und Burgenforscher
- Gerd Zimmermann (1924–2013), deutscher Mediävist und Landeshistoriker
- Michael Zimmermann (1951–2007), deutscher Historiker (Arbeiter- und Alltagsgeschichte sowie Geschichte der Verfolgung der Sinti und Roma)
- Howard Zinn (1922–2010), US-amerikanischer Historiker und Politikwissenschaftler
- Wolfgang Zorn (1922–2004), deutscher Wirtschaftshistoriker
- Michael Zeuske (* 1952), deutscher Historiker (Geschichte Lateinamerikas und der Karibik)